# Mesonfaliínos
Mesomphaliini é uma tribo de besouros que possui cerca de 24 gêneros.

## Distribuição geográfica
A tribo Mesomphaliini distribui-se geograficamente em quase todo o continente americano; no Brasil nas regiões: Norte nos estados: Amazonas, Amapá, Pará, Rondônia, Tocantins; Nordeste Bahia, Ceará, Maranhão, Paraíba, Pernambuco, Piauí, Rio Grande do Norte; Sudeste e Sul; além do Brasil, nos países: Argentina, Bolívia, Chile, Colômbia, Costa Rica, Dominica, Equador, Estados Unidos da América, Granada, Guadalupe, Guatemala, Guiana, Guiana Francesa, Honduras, Martinica, México, Nicarágua, Panamá, Paraguai, Peru, Porto Rico, República Dominicana, Suriname, São Vicente e Granadinas, Trinidad e Tobago, Uruguai e Venezuela.